# Двомовність

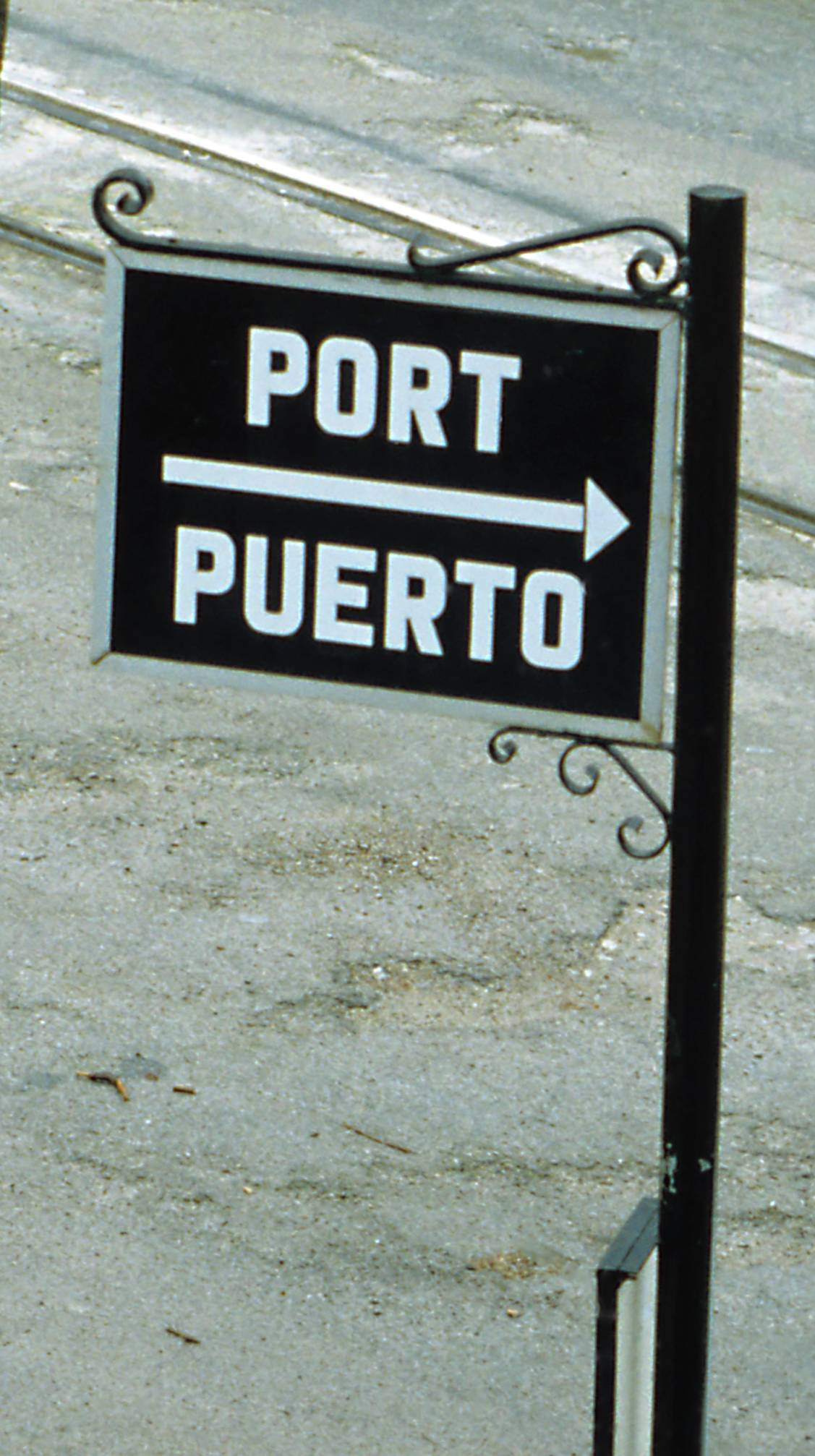
Дороговказ каталанською й іспанською в Каталонії, Іспанія.

Двомо́вність або білінгві́зм (від англ. bilingualism) — у мовознавстві явище володіння двома мовами як рідними. Характерне для певних осіб, груп осіб, країн тощо. Спостерігається у сім'ях змішаного походження, регіонах зі змішаним населенням (Татарстан, Чечня, Окінава, Уйгурія), прикордонних землях (Ельзас, Галісія, Трансильванія, Внутрішня Монголія), колишніх колоніях (Індія, Нігерія, Гонконг), а також державах із системою освіти, скерованою на виховання двомовних громадян (Швеція, Норвегія, Бельгія). Історично двомовність є формою соціальної адаптації підкорених до мови завойовника чи домінантного сусіда (змосковщення, отурчення тощо), або намаганням підкорених зберегти свою мову в умовах насаджування іншої панівної мови (Квебек, Фландрія, Ірландія). Державотворчі народи, що здійснювали експансію, є переважно одномовними (англійці, німці, французи, турки, росіяни, китайці, японці тощо). Як виняток двомовність набувається дослідниками шляхом вивчення іншої мови, внаслідок інтересу до культури, створеної цією мовою (Шевельов). Людина, яка володіє двома мовами, називається двомовною (білінгвом). Двомовність відрізняється від диглосії, явища існування у суспільстві двох мов або діалектів у різних функціональних сферах.

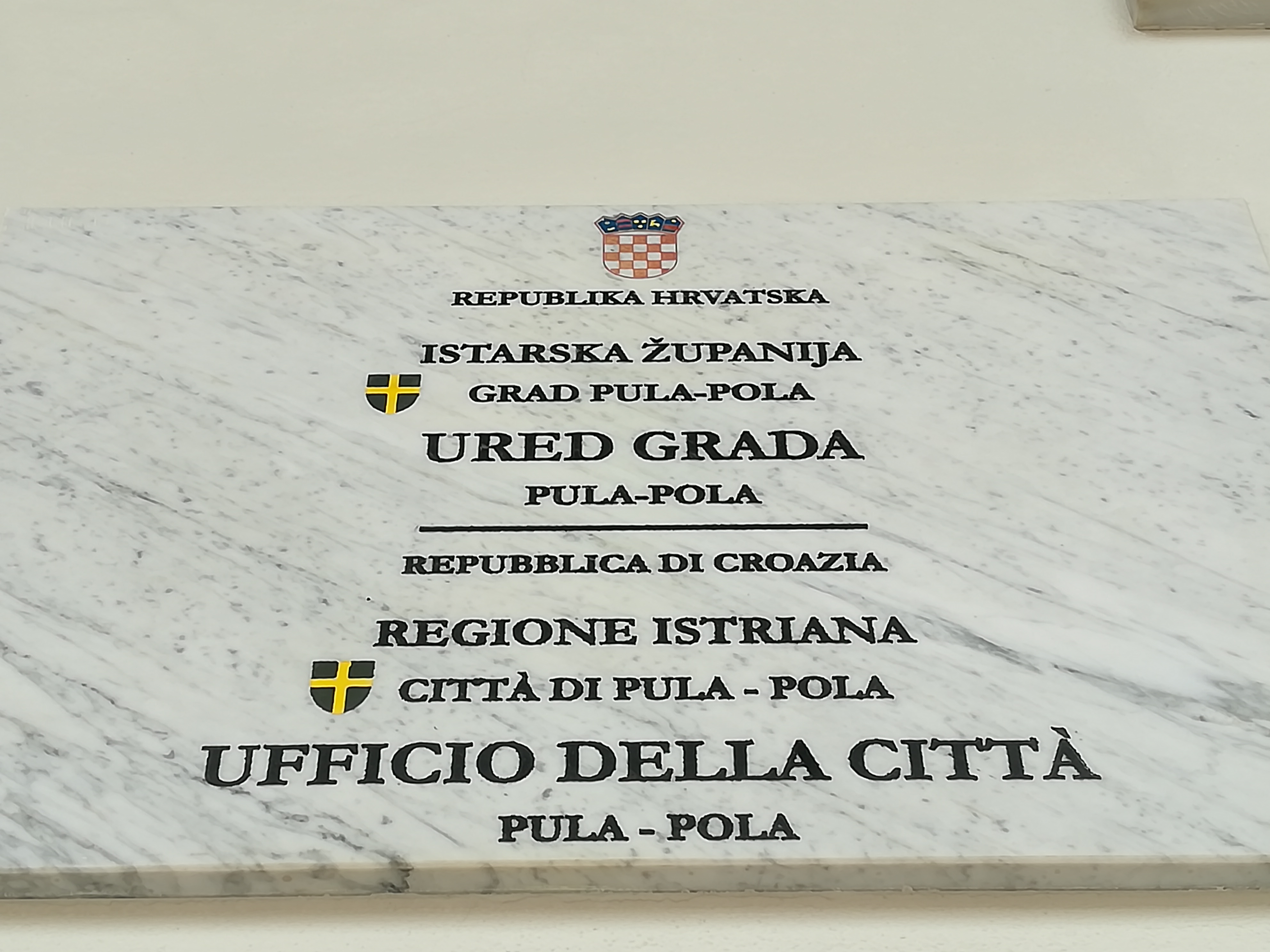
Хорватсько-італійська табличка на громадській будівлі в Пулі, Істрія.

## Поняття білінгвізму у науковій літературі
Поняття «білінгвізм» походить від латинського слова bilingua, що означає подвійна мова. Білінгвізм трактується як здатність до оперування кількома мовами. Білінгв — це людина, яка володіє як мінімум двома мовами. Нерідко як знання більше двох мов зустрічається багатомовність (яку називають також мультилінгвізм, полілінгвізм). Він буває двох видів — національний (вживання декількох мов у певній суспільній спільноті) та індивідуальний (вживання індивідом декількох мов, кожна з яких обирається відповідно до певної мовної ситуації). Наприклад, у Європі, у Люксембурзі основна місцева мова — люксембурзька, а офіційними мовами є французька та німецька. В Бельгії три державні мови — фламандська, французька та німецька, в Канаді — англійська та французька. Певна частка мешканців цих країн є білінгвами та полілінгвами, зокрема в Канаді 17 % двомовних.
Іноді в психолінгвістичній літературі зустрічається позначення М1 — перша мова та М2 — друга мова. Необхідно пам'ятати, що хронологічно друга мова може пізніше витіснити першу і навіть стати рідною. Тому іноді говорять, що одна з мов двомовного індивіда є домінантною, тобто основною.

### Різновиди білінгвізму

#### За способом надбання
В. П. Бєлянін виділяє природний (побутовий) та штучний (навчальний) білінгвізм:
- природний білінгвізм з'являється відповідно до мовного оточенням (у наявності якого радіо і телебачення) та завдяки багатій мовній практиці. Усвідомлення мовної специфіки системи може не відбуватися.
- при штучному білінгвізмі другу мову необхідно вивчати, прикладаючи вольові зусилля та використовуючи спеціальні методи і прийоми.

Разом з тим можлива така ситуація, коли іноземну мову вивчають спонтанно, і з викладачем одночасно (на курсах так званого включеного навчання в країні мови, що вивчається).

#### За віковими періодами
Згідно з віковими періодами, білінгвізм має поділ на ранній, зумовлений перебуванням і життєдіяльністю у двомовному культурному середовищі; та пізній, при якому оволодіння другою мовою відбувається у старшому віці, після оволодіння рідною мовою.

#### За ступенем володіння мовами
Із погляду ступеня володіння мовами та кількості мовленнєвих дій розрізняють рецептивний, репродуктивний і продуктивний види білінгвізму. Рецептивний (сприймаючий) білінгвізм існує тоді, коли людина задовольняється приблизним розумінням іноземної мови. Сама людина при цьому майже не говорить і не пише. Репродуктивний (відтворювальний) білінгвізм дозволяє білінгву не тільки сприймати (переказувати) тексти іноземної мови, але і відтворювати прочитане та почуте. Продуктивний (породжуючий) білінгвізм дозволяє білінгву не тільки розуміти і продукувати іноземні тексти, але і породжувати їх. Іншими словами, при продуктивному білінгвізмі людина може більш-менш вільно розмовляти та писати та породжувати самостійні творчі повідомлення іноземною мовою.

### Взаємодія мов при білінгвізмі

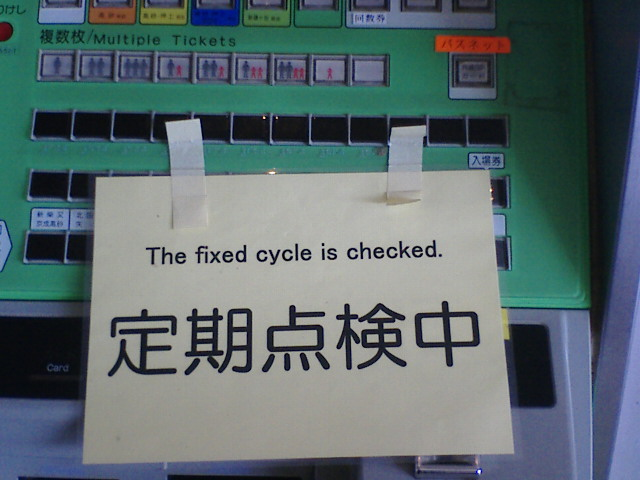
Приклад недосконалої двомовності: японською написано «не працює через регулярний технічний огляд», англійською ж виходить «полагоджений цикл перевірено»

Білінгвізм — це реальна соціально-мовна ситуація, сутність якої полягає у співіснуванні і взаємодії двох мов у межах одного мовного колективу. Урахуванням тісної взаємодії зовнішніх (соціальних) і внутрішніх (структурних) факторів у процесі розвитку і функціонування лінгвістичних об'єктів — одна з методологічних вимог мовознавства та психолінгвістики. «Мовна структура, — пише Ю. Д. Дешерієв, — це продукт історичного формування і розвитку мови в нерозривному зв'язку з розвитком суспільства, трудової діяльності, мовленнєвої практики і суспільної свідомості людей».
Білінгвістична взаємодія (двох мовних систем у межах єдиного колективу носіїв білінгвізму) має комплексний характер: по-перше, це взаємодія функціонування двох мов у процесі реалізації суспільно-комунікативних потреб (функціональна взаємодія), по-друге, — взаємодія структур мов, що контактують у межах колективу носіїв двох систем комунікації (структурна взаємодія). Зрозуміло, що структурна взаємодія певною мірою залежить від функціональної, оскільки сфери і ситуації спілкування характеризуються різними умовами контактування мов, різними показниками їх використання, актуальності певних фрагментів чи окремих одиниць мовних систем. Результатом функціональної взаємодії є існування різних за обсягом використання двох мов сфер і ситуацій спілкування, структурна взаємодія веде до змін у функціонуванні певних мовних одиниць.
Наслідки білінгвістичної взаємодії структур мов простежуються практично на всіх рівнях, але найбільший інтерес для досліджень взаємодії соціальних та структурних факторів становить слововживання, оскільки лексика має тісні і розгалужені зв'язки з позамовною дійсністю. Найширше наслідки структурної взаємодії мов при білінгвізмі відбиваються в усному мовленні.
Процес білінгвістичної взаємодії залежить від характеристик суб'єкта двомовності. Існують певні розбіжності у поширенні одиниць специфічного слововживання серед різних соціальних груп інформантів. Тут можна виділити кілька аспектів: по-перше, різні соціальні групи характеризуються різними показниками освітнього рівня і рівня мовної компетенції, по-друге, білінгвістична взаємодія лексики залежить від типу двомовності, а соціальні групи відрізняються з погляду місця функціональних репрезентантів мови в реалізації спілкування; по-третє, кожна соціальна група характеризується певним комплексом соціально-мовних потреб. Внутрішні (структурні) та зовнішні(соціальні) чинники білінгвістичної взаємодії лексики складають непросту систему.
Наявність спільного соціального субстрату обох мов дає головний імпульс взаємодії — місце контактування двох мов — мовна свідомість і мовленнєва діяльність білінгвів. У взаємодію вступають одиниці, що мають певні спільні риси форми або змісту, глибина взаємодії виявляє пряму залежність від ступеня близькості двох мовних структур. Однак існуючі відмінності серед суб'єктів двомовності, а також між сферами і ситуаціями спілкування істотно впливають інтенсивність білінгвістичної взаємодії (збільшуючи чи зменшуючи поширення специфічного слововживання серед певних соціальних груп білінгвів).
Розгалужені зв'язки лексичної семантики з позамовною дійсністю спричиняють розбіжності у «мобільності» проникнення різних тематичних і лексико-семантичних груп у іноземне мовлення, характер розвитку семантики запозиченого слова. Зрештою, між різноманітними чинниками немає суцільної ізоляції: вплив соціальних факторів корегує дію структурних і навпаки.

## Психолінгвістичні дослідження проблеми білінгвізму

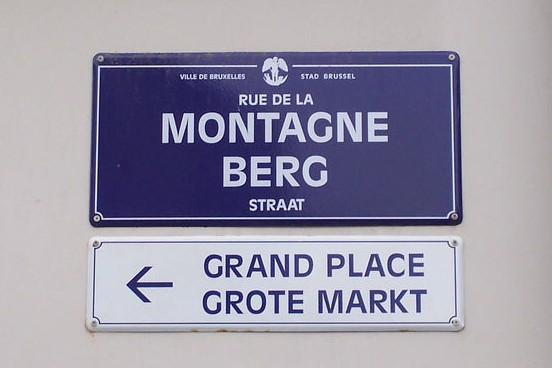
Нідерландсько-французький знак у Брюсселі.

Двомовність — є гострою проблемою лінгвістів, психологів, педагогів відповідно до динаміки когнітивних підходів до опису мовних явищ та мовленнєвих процесів. Саме тому велика кількість термінів трактується по-іншому у світлі когнітивних концепцій. Так, одним з основних об'єктів сучасних досліджень двомовності постали стратегії оволодіння другою мовою. Проблеми породження мовлення в контексті двомовності в західній науковій літературі ґрунтується на моделі В.Левелта, відповідно до якої переважною більшістю лексикону білінгва є леми. Визначено чітку диференціацією понять «іноземна мова» та «друга мова». Із першою пов'язують процес оволодіння мовою у штучно створених навчальних ситуаціях під керівництвом фахівця, а друге — з природними ситуаціями спілкування з носіями цієї мови без цілеспрямованого навчання. Однією з цілей вивчення іноземної мови може бути рецептивний білінгвізм. (Деяким людям буває достатньо читати іншомовні книги, але немає необхідності розмовляти. Це характерно мертвим мовам.) Але ціллю вивчення та викладання іноземної мови є продуктивний білінгвізм. Існує думка, що абсолютно еквівалентне володіння двома мовами неможливе. Адже абсолютний білінгвізм передбачає ідентичне володіння мовою в усіх ситуаціях спілкування. Це пов'язано з тим, що досвід, набутий із допомогою використання однієї мови, завжди різниться від досвіду, засвоєного шляхом використання іншої мови. Тому часто дві мови по-різному використовуються залежно від ситуації спілкування. Так, у ситуаціях навчання перевага надається одній мові, тоді як в емоційних життєвих ситуаціях — іншій. Ця думка суперечить загальним уявленням про природу білінгвізму, який розглядається у контексті психологічних механізмів мовленнєво-мисленєвої діяльності. З позиції цих механізмів можна стверджувати про різні мовні засоби вербалізації емоцій, проте про загальний їх перебіг та вияв життєдіяльності особистості як результат набутого не лише мовного, а й позамовного досвіду.
На сучасному етапі розвитку психології дослідження білінгвізму зосереджується в основному навколо загальнотеоретичних концепцій, що розробляються в межах діяльнісного і когнітивного підходів. Із позицій діяльнісного підходу проблематика двомовності розглядається у вимірі функціонування мовленнєвої діяльності активного суб'єкта пізнання, постійно залученого до взаємодії з фізичним та соціальним світом. Із погляду когнітивного підходу двомовність вивчається у контексті репрезентації знань людини, яка відображає особливості її індивідуальної картини світу. Вважається, що діяльнісний підхід до дослідження двомовності є провідним, оскільки він охоплює як активного суб'єкта пізнання, так і репрезентації дійсності. Загалом процес оволодіння іноземною мовою — це оволодіння мовленнєвою діяльністю. Тому проблема двомовності, особливості її формування повинні відштовхуватися від загальних закономірностей мовленнєвої діяльності людини. Процес оволодіння іноземною мовою — це оволодіння мовленнєвою діяльністю засобами іноземної мови. У дослідженні продуктивного білінгвізму важливою є теза про те, що в основі білінгвізму лежать ті ж самі мовленнєві механізми, з допомоги яких відбувається спілкування рідною мовою — тільки під час білінгвізму вони дають змогу індивіду дві мовні системи. Існує думка, що перемикання з одного мовного коду на інший, можливо, відбувається в дійсності саме тому, що ізоморфні: в основі їх структури лежать однакові, спільні принципи. Тому особливого значення набуває висвітлення двох аспектів. По-перше, встановлення тих мовленнєвих механізмів та процесів та процесів, які зумовлюють процес мовленнєвої діяльності людини безвідносно до тієї мови, яка використовується в певному контексті. По-друге, визначення особливостей оволодіння мовами, які є універсальними як для рідної мови, так і чужоземної мов. У своїй праці «Про потрійний аспект мовних явищ та експеримент у мовознавстві» Л. В. Щерба окреслює три аспекти мовних явищ. До них належать: процеси говоріння і розуміння, які трактуються як мовленнєва діяльність; мовні системи, що охоплюють результати розуміння в конкретну епоху суспільного життя і які зафіксовані в мовних словниках та граматиках; мовний матеріал — сукупність усього, говориться і розуміється суспільною групою. При цьому вчений наголошує на тому, що мовленнєва діяльність зумовленим складним мовленнєвим механізмом людини, який трактується як мовленнєва організація індивіда. Таким чином, мовленнєва організація розглядається як провідний чинник, що детермінує мовленнєву діяльність та її прояви у мовному матеріалі й мовних системах.
У контексті білінгвізму мовленнєва організація може розглядатись як універсальний механізм оволодіння мовою, оскільки, на противагу мовленнєвій діяльності, мовній системі й мовному матеріалу, не залежить від фонологічних, лексичних і граматичних особливостей мови, якою володіє індивід. Унаслідок цього неможливе є механічне перенесення результатів аналіз мовної системи чи мовного матеріалу на опис закономірностей функціонування мовленнєвої організації індивіда. Цей опис повинен базуватися на виявленні закономірностей функціональних систем, що забезпечують процес мовлення та мовленнєвого сприйняття. У контексті продуктивного білінгвізму, що має спільні корені як в оволодінні рідною, так і іноземною мовами, особливої уваги набувають мотиви та внутрішнє мовлення. Вони висвітлюють особливості функціонування механізмів мовленнєвої діяльності, що є автономними від лексичної і граматичної будов мов, якими володіє суб'єкт, та визначають його готовність до здійснення мовленнєво-мисленнєвих операцій. Отже, думка породжується не з іншої думки, а з мотивувальної сфери свідомості людини, що охоплює потяги, бажання інтереси, афекти та емоції. Повне розуміння іншої думки можливе лише тоді, коли відкриваються афективно-вольові основи її породження.

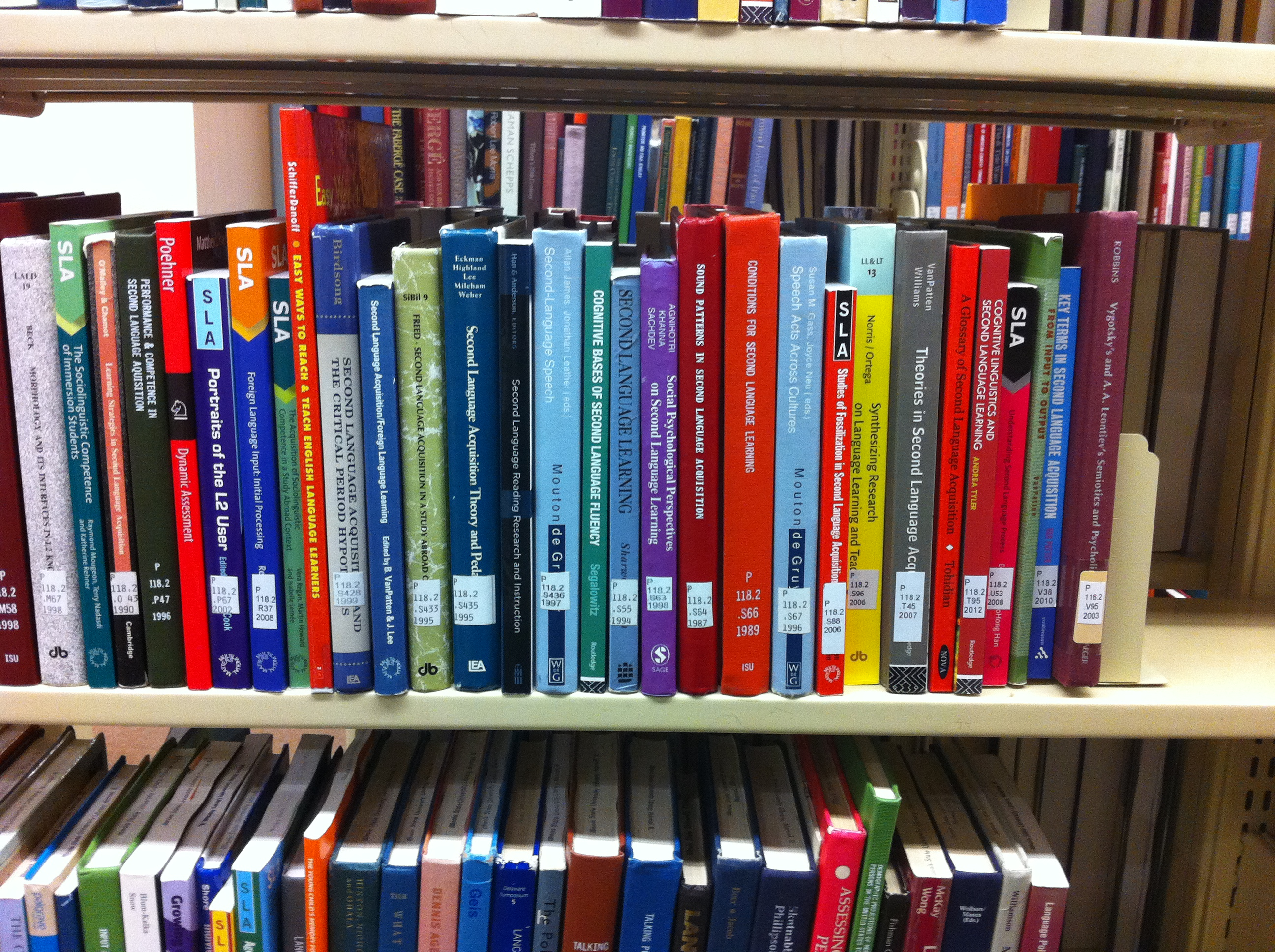
Книги з двомовності

Внутрішнє мовлення суттєво різниться від зовнішнього, насамперед, у прояві таких особливостей. Перша з них — це високий ступінь предикативності, що надає цьому мовленню фрагментності та стислості. Друга особливість — це невербальний характер внутрішнього мовлення. Внутрішнє мовлення майже завжди без слів, воно оперує семантичним планом, значенням, які оформлюються в цілісні начленовані на окремі слова семантичні образи. Тут розмежовуються поняття смислу та значення. Отже, смисл — це сукупність усіх психологічних фактів, які виникають у свідомості завдяки слову. Значення — це лише одна зона того смислу, якого набуває слово в певному контексті. Тому значення слова є стійкішим, контрастним, тоді як смисл — це динамічне утворення, яке видозмінюється відповідно до контексту. П. Я. Гальперін у своїх дослідженнях підкреслює, що внутрішнє мовлення — це етап, який передує будь-якому акту говоріння. Відповідно, без достатньо розвиненого внутрішнього мовлення дитина не зможе розмовляти. Особливість внутрішнього мовлення полягає в тому, що воно є пусковим механізмом підготовки до зовнішнього мовлення. Це виявляється у таких етапах: установка на мовлення; внутрішнє мовлення, яке включає структури потенційного підмета і присудка; визначення простору для повного оформлення думки у судженні. Існує і відмінний погляд на природу внутрішнього мовлення. Л. С. Рубінштейн наголошує на вторинності внутрішнього мовлення, його походження від зовнішнього. Як аргумент, він говорить про соціальність внутрішнього мовлення. Так, внутрішнє мовлення, містячи словесне, дискурсивне мислення, відбиває структуру мовлення, сформовану у процесі спілкування. Соціальність внутрішнього мовлення виявляється і в його змісті. С. Л. Рубінштейн наголошує на тому, що внутрішнє мовлення має не лише інтелектуальну природу, а й емоційний характер, воно часто буває емоційно насиченим. І. Н. Горєлов висунув дві гіпотези у дослідженні природи білінгвізму: гіпотезу роздільності та гіпотезу суміжності. Гіпотеза роздільності передбачає, що у білінгва існують дві окремі системи асоціацій, які утворюють дві автономні сфери мислення, сформовані у білінгва. Гіпотеза суміжності натомість передбачає існування єдиної концептуальної бази як для рідної, так і іноземної мов, що включає спільні механізми мовленнєвої діяльності у контексті будь-якої мови. Дослідник говорить правомірність другої гіпотези, пропонуючи такі узагальнення. По-перше, концептуальна база мислення утворюється внаслідок активної практичної діяльності суб'єкта. Ця база охоплює суб'єктивні враження про світ, особистісний досвід, набутий протягом суспільно-історичного розвитку людства. Національна мова вприскується у психіку індивіда з метою організації комунікативних можливостей та мислення людини. Але ця мова може розглядатись як важливий додаток до універсальних і незалежних від мовної специфіки картини світу компонентів, підпорядкованих досвіду та об'єктивним законам фізичного світу. Лише через цю концептуальну базу виникає, розвивається та осмислюється система будь-якої мови. По-друге, при продуктивному білінгвізмі на ґрунті концептуальної бази формується дві рівноправні мовні системи. У разі, коли мова є провідною (що притаманно для штучного білінгвізму), мовна система іноземної мови певною мірою гальмується, унаслідок чого її використання зіставляється з одиницями рідної мови.

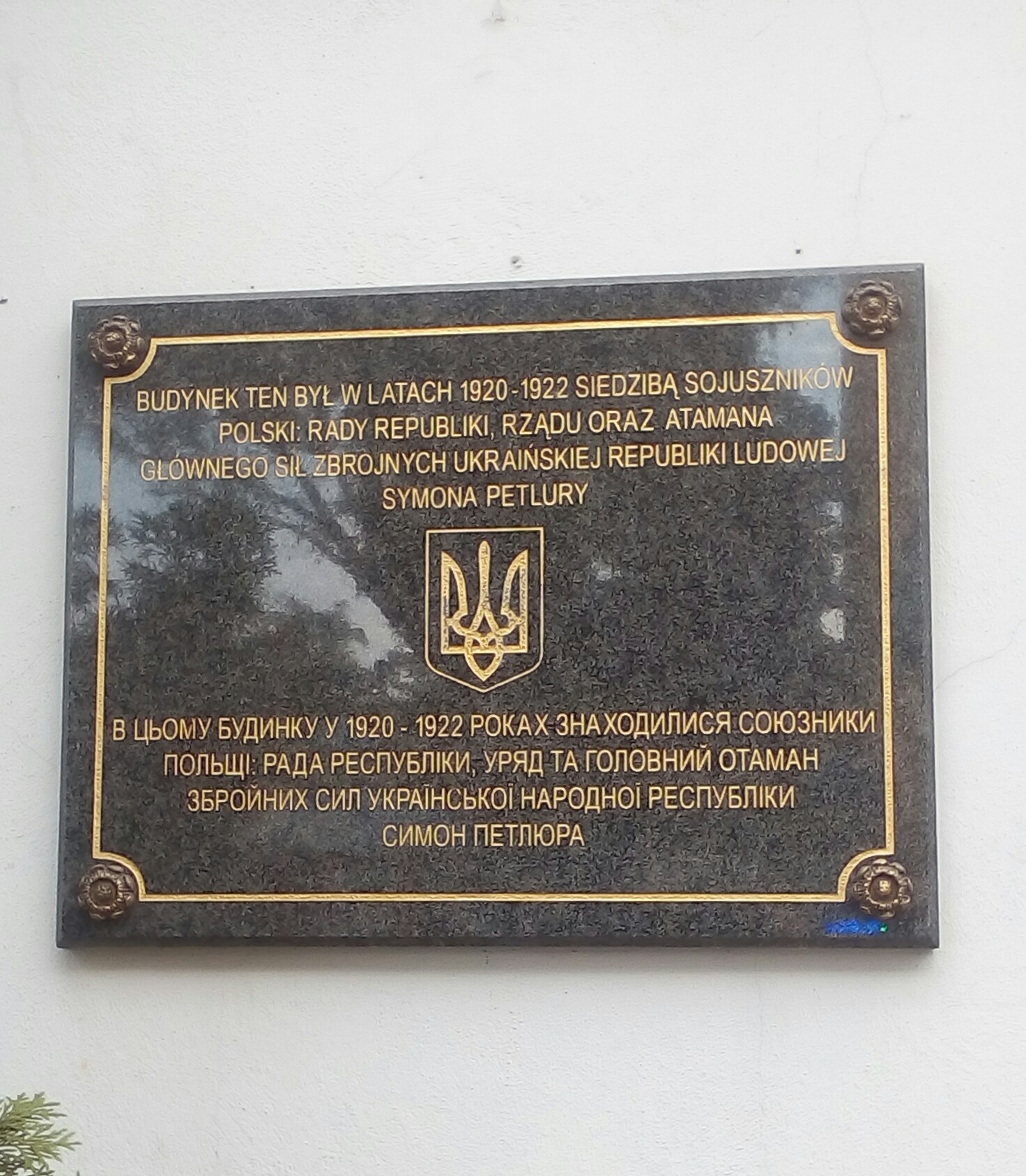
Польсько-українська пам'ятна табличка

Отже, результати теоретичного аналізу різних етапів мовленнєвої діяльності уможливлюють визначення коренів продуктивного білінгвізму, спільних для процесу оволодіння будь-якої мови. Вивчення природи білінгвізму і зіставлення процесів оволодіння рідною та іноземною мовами має проводитися згідно з операціями, що здійснюються на різних етапах породження мовлення, аналізу психофізичної природи цих операцій. Відтак, питання продуктивного білінгвізму й особливості його формування мають розглядатись у контексті мовленнєво-мисленнєвої діяльності. Аналіз психічних особливостей породження мовленнєвої діяльності у контексті продуктивного білінгвізму дає змогу зробити такі теоретичні узагальнення:
- Будь-яке мовлення та мовленнєві акти як його складові частини стимулюються мотивами діяльності суб'єкта, формуючи готовність до породження мовлення у конкретній ситуації. Мотиви визначаються не лише межами ситуаційного контексту, а й цілісною предметно-практичною діяльністю у фізичному і соціальному світі людини як активного суб'єкта життєздійснення.
- Основою, концептуальною базою оволодіння мовою та породження мовлення є уявлення і знання людини про навколишню діяльність, які зумовлюють особливості розуміння світу та визначаються внутрішньою будовою особистості.
- Важливим складником концептуальної бази є наочно-образне мислення суб'єкта, яке дає змогу створювати ментальні репрезентації навколишньої дійсності на основі її зовнішніх та внутрішніх ознак і властивостей.
- Наочно-образні особливості мисленнєвих процесів, що передують породженню мовлення, визначають злитий, дифузний, образний, стислий характер концептуальної бази суб'єкта як основи для вербального мислення та мисленнєвої діяльності загалом.
- Особливості породження мовлення, визначення етапів мовленнєвої діяльності у вигляді мотиву — внутрішнього мовлення — семантичного задуму — породження мовлення дають підстави розглядати їх як спільні, універсальні підстави оволодіння будь-якою мовою, а відтак, психологічні основи продуктивного білінгвізму.

Наступне питання, пов'язане з природою продуктивного білінгвізму та психологічними умовами його існування, стосується відмінностей в оволодінні рідною та іноземною мовами. Проблеми навчання іноземної мови широко висвітленні у психолого-педагогічній літературі. Однак акцент у цих дослідженнях здебільшого ставиться власне на процесі навчання, а не на процесі оволодіння. Процес навчання мови передбачає вироблення концептуальних основ, психологічної структури цієї діяльності, відповідних психотехнологій для вдосконалення іншомовних комунікативних умінь та автоматизацій навичок суб'єктів навчання. Процес оволодіння мовою передбачає віднаходження психологічних передумов для підвищення активності суб'єкта навчальної діяльності, активізації вроджених психічних механізмів і структур для формування готовності до мовленнєвої діяльності.
Із розвитком когнітивної науки та перенесенням акценту з синтаксису на лексикон дослідники двомовності основну увагу приділяють слову в контексті ситуації та дискурсу. При цьому розрізняють поняття «знати слова» та «використовувати слова». На основі сукупності цих понять відбувається активізація досліджень комунікативної компетенції, яка трактується як готовність вільно та адекватно розуміти та породжувати мовленнєві повідомлення на мові, що вивчається. У зв'язку з цим необхідно привести суб'єкта до такого рівня володіння мовою, який дасть йому змогу застосовувати це володіння в новій комунікативній ситуації в іншомовному середовищі та успішно вирішувати інформаційні та мовленнєві завдання.
Відомо, що зарубіжні та вітчизняні методичні школи й напрями розрізняються, насамперед, структурою та результатом процесу оволодіння іноземної мови. Для вітчизняних педагогів притаманний аналітичний підхід, для зарубіжних — пріоритетом є формування мовної активності, тобто використання мови.
Існують різні категорії для класифікації дослідницьких підходів до процесу оволодіння іноземною мовою. Є думка, що існує 9 підходів, які містять певні методи та техніки. При цьому чітко розмежовуються ці поняття. Підхід — це теорія, яка відображає певну модель чи наукову парадигму. Методи і техніки — це сукупність дій, які використовуються з метою оволодіння іноземною мовою. Техніки трактуються як складові процедури методів. Визначними підходами вважають: граматичний, прямий, когнітивний, ситуативний, аффективно-гуманістичний, комунікативний підходи, аудіолінгвізм, а також підходи засновані на розумінні та читанні. Класифікація цих підходів ґрунтується на різних перспективах вивчення психологічної структури діяльність при оволодінні іноземною мовою.

## Оволодіння іноземною мовою як психонейролінгвістична проблема

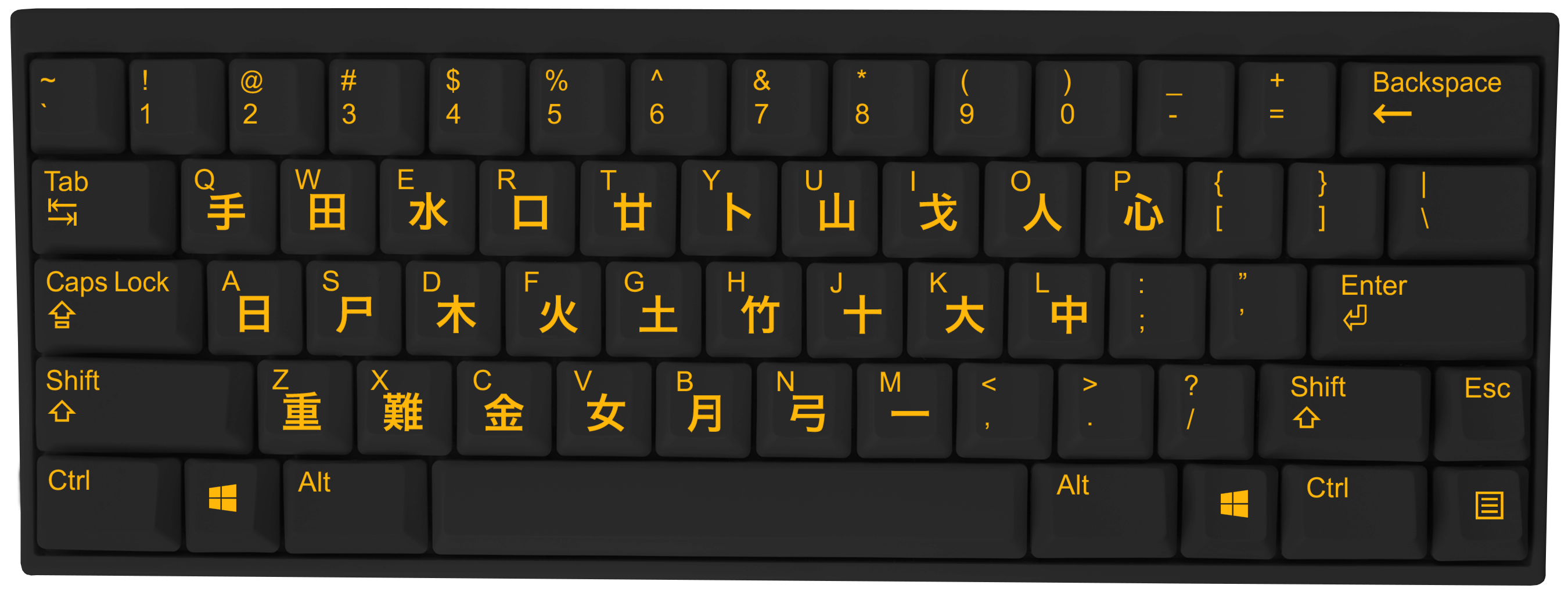
Двомовна комп'ютерна клавіатура з клавішами розкладок QWERTY (англійська) та цанцзє (китайська)

Для ефективного вивчення іноземних мов ведуться широкі дослідження, які торкаються багатьох аспектів навчання, і не тільки суто лінгвістичних. Їх слід вивчати не лише в рамках однієї науки, але й враховувати інтенсивний розвиток сучасної лінгвістики з іншими науками, такими як: психологія, біологія, соціологія, медицина (нейрофізіологія, нейрохірургія, неврологія, психіатрія). На стику цих наук з лінгвістикою розвинулись окремі міжгалузеві науки: лінгвопсихобіологія, нейролінгвістика, етно-, соціо-, психолінгвістика, математична лінгвістика, еколінгвістика та ін. У вивченні і оволодінні іноземною мовою надзвичайно велику роль відіграють різноманітні нейрон- та психолінгвістичні аспекти. Немає сумніву, нейрофізіологія мозку людини є феноменом спадковим. Кожна людина народжується з певними задатками, і від того, наскільки людина активна у тій чи іншій сфері своєї діяльності, залежить і розвиток Її здібностей. Мова йде не про вроджені здібності, оскільки здібності, як відомо, не успадковуються, а про вроджені задатки людини, які за умови її активної життєдіяльності у тій чи іншій сфері, перетворюються у набуті здібності. Отже, здібності людини є результатом її розвитку. Тому задатки можна розглянути як вроджений «мовний ген», від наявності і функціонування якого, вважав Ноам Чомскі, залежить подальший розвиток мовних здібностей людини. Ця теорія бере свій початок ще у міркуваннях філософів Нового часу XVI—XVII століття. Беручи до уваги усю суперечливість думок філософів Нового часу цілком можна погодитись з тим, що людина народжується з певними задатками, які є генетично закодовані у її мозку і, розвиваючись, перетворюються у здібності. Нейролінгвістичними факторами у вивченні іноземних мов виступають на перший план: мова і мовлення, мислення і пам'ять, які тісно пов'язані і з діяльністю мозку людини та з її усією центральною нервовою системою. Відомо, що з філософської точки зору, мова і мовлення знаходиться у діалектичній єдності. З онтологічної точки зору мова належить до психічних явищ, а мовлення — до психофізіологічних. Отже, мова пов'язана з мисленням, яке є основою різноманітних процесів і які, в свою чергу, не завжди вербалізуються.
На зв'язок мови з мисленням і психікою людини вказував і О.Потебня (наявність тріади: мова-мислення-мовлення). Пам'ять робить мову, мовлення і мислення засобами здійснення мислительно-пізнавальної і комунікативної діяльності. Академік Анохін П. К. у 1970 році висунув гіпотезу про наявність у мозку людини так званого «другого мозку». Звідси дослідники будують гіпотезу про внутрішню та зовнішню пам'ять. Зовнішня (процедуральна) пам'ять (права півкуля головного мозку) пов'язана з навичками та звичками, відповідає за перцепцію, обробку образів, мнемоніку, від неї залежить темп, тон, тембр, манера мовлення, висота гучності голосу, спосіб артикуляції. Під домінантивним впливом правої півкулі здійснюються невербальні засоби спілкування. Вона забезпечує в основному процес конкретного мислення. Внутрішня(декларативна) пам'ять (ліва півкуля головного мозку) забезпечує вихід мислення в мовлення, пов'язана із складними формами запам'ятовування, збереження численних фактів. Тут відбувається словесно-логічне мислення (вербальне, дискурсивне). Оскільки саме внутрішня пам'ять пов'язана із запам'ятовуванням великої кількості лексики, то її можна охарактеризувати як пам'ять «вербальна». У лівій півкулі відбувається процес абстрактного мислення. Таким чином, наскільки у людини розвинута «вербальна» пам'ять залежить її здатність до вивчення іноземної мови. Від особливостей нейрофізіології мозку окремої людини залежить і процес вивчення іноземної мови, який у різних людей відбувається по-різному. Звідси і різні задатки, здібності, мнемонічні та ментальні можливості. Характер і спосіб функціонування клітин мозку (нейронів) є генетично закодованим, а отже, спадковим. Сталість спадкових ознак зумовлена особливостями нуклеїнових кислот (ДНК і РНК), які точно передають закодовану в них інформацію. Спадковість змінюється зі зміною в окремих генах структури ДНК. Цей процес є дуже складний і стосується суто медицини. Отже, вивчення іноземної мови зокрема і володіння рідною мовою в цілому залежить від функціонування мозкових механізмів мовленнєвої діяльності у корі головного мозку людини. Ступінь володіння рідною мовою (лексико-граматична конкретність мовлення, його стилістичне багатство) створює передумови для успішного оволодіння іноземною мовою. Тут на перший план виступає проблема білінгвізму, яка з розвитком психолінгвістики набула особливого значення. Порівняльне вивчення двох мов (рідної та іноземної) допомагає пізнавати спільне і від'ємне у функціонуванні обох мов.

## Методи дослідження двомовної компетенції
На думку О. О. Залевської, можна визначити три дослідницькі підходи до процесу оволодіння іноземною мовою, кожен з яких ґрунтується на певних теоретичних позиціях, об'єкті та меті дослідження, ключових поняттях та результатах.
До цих підходів належить:
- контрастивний аналіз
- аналіз помилок
- інтроспективні методи.

Проаналізуємо ці підходи більш детально. Контрастивний аналіз широко використовується в лінгвістиці різними цілями. Далі мова піде про контрастивний аналіз, що розроблявся в цілях виявлення особливостей взаємодії мов в процесі навчання іноземної мови. Вибір в названих цілях саме контрактивного аналізу як дослідницького підходу був початково обумовлений уявленнями, що базувалися на психології біхевіоризму, про те, що оволодіння мовою складається з формування навичок через практику та підкріплення, при цьому навичка розуміється як механічно закріплений зв'язок між деяким стимулом та пов'язаною з ним реакцією. Оскільки до часу освоєння іноземної мови навички користування рідної мови є чітко встановленими, вони впливають на набуття нових навичок іноземної мови: навички переносяться вже набуті навички, які можуть бути як позитивними, так і негативними; негативне перенесення отримало назву «інтерференція навичок» або інтерференція.
Звідси були зроблені висновки, що:
- по-перше, наявність розбіжностей між мовами обумовлює значну різницю між оволодінням рідної та іноземної мов,
- по-друге, до навчання іноземної мови необхідно використовувати порівняльний аналіз систем рідної та іноземної мов для виявлення фактів збігів та розбіжностей.

Використаний в цих цілях контрастивних аналіз являв собою основу для прогнозування труднощів та обумовлених ними помилок тих, хто навчається. По мірі інтенсивного застосування контрактивного аналізу у різних країнах накопичувались підстави для критики цього підходу, пов'язані з сумнівами в обґрунтованості розвинутих цим підходом уявлень про специфіку оволодіння іноземною мовою та прогнозованих можливостях контрастивного аналізу. Так, критика Ноамом Чомскі біхевіористської концепції оволодіння мовою дала поштовх для переходу від механічних до ментальних уявлень. Визнання серйозних труднощів при порівняльному аналізі деяких граматичних структур тих або інших мов поєднувалось з накопичуванням факторів неадекватності прогнозів, які будувались на основі результатів застосування контрастивного аналізу. Як показали спостереження, інтерференція частіше проявляється при подібності явищ рідної та іноземної мов, ніж при їх повній відмінності, до того ж далеко не всі помилки можуть отримати пояснення через інтерференцію навичок, оскільки рідна мова втручається в оволодіння іноземною мовою по різним причинам, до яких відносяться:
- замість інтерференції навичок може мати місце уникання тим, що навчається використання таких правил іноземної мови, аналогів яким немає у рідній мові;
- деякі обмеження на вживання мовних явищ, розрізняються в порівняльних мовах, проявляються тільки при визначених умовах;
- ті, хто навчається, можуть звертатися до рідної мови за ресурсами, які вони навмисно переймають в умовах комунікативних труднощів унаслідок недостатнього запасу ресурсів іноземної мови, для визначення цього феномена деякі автори використовують термін replacing interference.

Взаємодія двох вищезазначених джерел критики контрастивного аналізу призвело до перегляду ряду ключових понять контрастивного аналізу та до переоцінки його ролі у вивченні особливостей оволодіння іноземною мовою. Так, процес оволодіння мовою став трактуватися з позицій признання активності того, хто навчається, звідси слідує, що передбачувані труднощі контрастивного аналізу можуть реалізовуватися не через помилки внаслідок інтерференції навичок, а через уникання вживання деякого явища. При цьому «структурна відстань» між фактами двох мов повинно визначатися з урахуванням того, що воно сприймається носіями однієї мови по відношенню до іншої мови, оскільки результати контрастивного аналізу мовних систем можуть не повністю збігатися з тим, як сприймаються індивідами факти подібності та розрізнення між мовами. Вище сказане пояснює усвідомлення необхідності перегляду ключових для контрастивного аналізу понять мовного перенесення, ролі рідної мови в оволодінні іноземної мови, інтерференції і помилки як результат впливу рідної та іноземної мов.
Виявлення природи мовного перенесення виявилось важливим для точнішого визначення умов, при яких має місце інтерференція, і видів знань, які при цьому використовуються індивідом. Трактування оволодіння іноземною мовою як активного творчого процесу призвела до признання його подібності до оволодіння рідної мови, але виявилось, що у такому випадку рідна мова не можуть бути причиною всіх труднощів для того, хто навчається, рідна мова забезпечує людину деякими основами для позитивного переносу перш за все в плані стратегій оволодіння і користування мовою. З позиції попереднього тезису факти уникання використання деяких явищ іноземної мови і використання ресурсів рідної мови при комунікативних труднощів також виявляються продуктами не інтерференції, а застосування відповідних стратегій. Важливо підкреслити, що внаслідок сказаного вище помилка, що розглядалась раніше як наслідок недостатнього навчання або неможливості подолання інтерферуючі уявлення рідної мови, стала трактуватись як феномен, обумовлений рядом факторів, одним з яких є інтерференція. Незважаючи на ненадійність прогнозування помилок мовлення, він може успішно пророкувати помилки розуміння мовлення та випадки уникання використання деяких структур іноземної мови.
Контрастивний аналіз повинен поєднуватися з іншими дослідницькими підходами, у тому числі — спостереженням, експериментом, інтроспекцією і т. д. у теоретичному плані при обговоренні проблеми контрастивного аналізу необхідно визнати помилковою саму постановку задачі виключно через порівняльний аналіз мовних систем як продуктів опису мов судити про специфіку оволодіння мовою та про особливості взаємодії мов у людини як про процеси функціонування індивідуального знання. Важливо зазначити, що у вітчизняній науці давно вказувалось на недостатність простого «накладання» мовних систем у цілях оволодіння мовою. Існує погляд, відносно необхідності постановки питання про функціональну значущість того чи іншого граматичного явища та про його місце в граматичній системі мови в цілому. Зіставлення повинно проводитись по лінії операції, маючих місце на різних етапах продукції та створення мовлення; аналіз їх психофізіологічної природи та обумовленості та знаходження домінантних особливостей таких операцій можливі тільки при наявності хоча би працюючої моделі процесу породження мовлення. Звідси слідує необхідність розгляду питань оволодіння мовою у ширшому контексті процесів мовленнєво-розумової діяльності. Таким чином, у низці досліджень підкреслюється помилковість постановки основної мети контрастивного аналізу винятково через опис мовних систем. Натомість альтернативою пропонується розглядати особливості процесів оволодіння мовами через закономірності взаємодії різних мов, що становлять індивідуальне знання суб'єкта діяльності.
Аналіз помилок у рідній мові використовуються у різних цілях:
- для виявлення особливостей породження та розуміння мовлення та для моделювання названих процесів;
- для вивчення структури ментального лексикону та механізмів його функціонування;
- для виявлення закономірностей оволодіння рідною мовою;
- для вирішення практичних задач відновлення мовлення при афазіях.

Відновлення зацікавлення до помилок тих, хто навчається та оформлення аналізу помилок як теоретично обумовленого дослідницького підходу трапилося наприкінці 60-х роках. Як вже зазначалось вище, це було пов'язане з переглядом прогнозувальних та пояснювальних можливостей контрастивного аналізу та з переосмисленням причин виникнення помилок. Більше того, помилка стала трактуватися як джерело інформації про процес оволодіння іноземною мовою.
В ролі робіт, котрі зазвичай називають вихідними, сигналізуючими про виникнення аналізу помилок як дослідницького підходу з визначеною методологією для вирішення специфічних задач, виступили статті С.Кордера. У своїх статтях він розмежував два типи помилок: mistakes та errors. Під першими розуміються факти похибок у потоці мовлення внаслідок втоми, збудження тощо, коли можливо швидке самовиправлення зі сторони мовця. Очевидно, українською їх варто називати обмовками. До других відносяться типові відхилення від правил іноземної мови, тобто помилки, що допускаються тому, хто навчається у ході засвоєння мови та не піддаються самокорекції, оскільки вони є відбиттям визначеної стадії оволодіння іноземною мовою. У цьому випадку помилка виступає як виявлення активності індивіда у процесі формування та перевірки ним своїх гіпотез стосовно правил іноземної мови. У англійських публікаціях по аналізу помилок прийнятий термін Error Analysis. С.Кордер чітко сформував процедуру аналізу помилок, включаючи збір висловлювань тих, хто навчаються, інтерференцію в них помилок, опис цих помилок, їхню класифікацію згідно з причинами, що припускалися, а також виявлення їхньої значущості. Необхідно зазначити, що класифікація помилок по причинам, що їх викликають припущення пояснення психолінгвістичних механізмів помилок та повинна в значній мірі сприяти виявленню особливостей оволодіння іноземною мовою, виявленню стратегій, що використовуються індивідом та стадій оволодіння мовою, які вони долають.
Така постановка задач аналізом помилок стимулювала розробку таксономії помилок та вимагала висновків і узагальнень, котрі можна підсумувати наступним чином. Дослідження 70-х років показали, що тільки частина помилок в іноземній мові може бети обґрунтована за рахунок впливу рідної мови. Такі помилки стали кваліфікуватися як міжмовні (interlingual errors), тобто помилки міжмовної інтерференції. У той же час було виявлено, що зустрічається велика кількість інших однакових помилок, які допускають ті, хто навчається іноземної мови, незалежно від характеру їх рідної мови. Помилки такого типу отримали назву внутрішньомовних (interlingual errors), відображаючих специфіку процесу оволодіння мовою, хід цього процесу, у зв'язку з чим використовується визначення їх як «помилок розвитку» (development errors). У деякій літературі такі помилки називаються «генетичними помилками» у тому сенсі, що вони допомагають простежити генезис, становлення двомовності або хід оволодіння рідною мовою, якщо досліджується розвиток мовлення рідною мовою. Помилки міжмовної інтерференції детально описані у великій кількості іноземних та вітчизняних публікаціях. Запропоновані класифікації зазвичай є продуктами лінгвістичного аналізу за рівнями мови, видами мовлення тощо. Внутрішньомовні помилки первісно також трактувались як обумовлені виключно інтерференцією, а в ході аналізу увага акцентувалась на тих елементах форми або значеннях мовних явищ, які могли виступати у взаємодію в рамках мови, що вивчається.
Однак в останнє десятиріччя у англомовних публікаціях робиться акцент на тому, що через аналіз помилок такого типу можливо та необхідно виявити стратегії, що використовуються індивідами для полегшення собі задач в оволодінні іноземною мовою. До таких стратегій відносяться:
- надгенералізація (overgeneralization), при якій ті, хто навчається, виходять за рамки виконання деяких правил, оскільки вони не сприймають визначенні явищ як ті, що різняться;
- ігнорування обмежень на використання деякого правила (ignorance of rule restrictions), тобто розповсюдження правила на контексти, у яких воно в іноземній мові не використовуються; це може бути продуктом розповсюдження на основі аналогії;
- неповне використання правила (incomplete application of rules), пов'язане з тим, що той, хто навчається не засвоює складніші структури, вважаючи достатнім для комунікації використання простіших правил;
- формування хибних гіпотез з приводу мовних явищ, що вивчаються (false concepts hypothesized) як результат хибного розуміння деяких характеристик, специфічних для мовних явищ іноземної мови.

Деякі внутрішньомовні помилки трактуються як результат спроб тих, хто навчаються подолати комунікативні труднощі; розглядаються і помилки, спровоковані навчанням (induced errors), тобто викликані тим, як викладач подає два мовних явища у певній послідовності, що призводить до змішання цих явищ у підсвідомості індивіда.
Аналіз помилок вже багато років ведеться з позиції теорії діяльності, що саме по собі передбачає вивчення специфіки процесів, в результаті яких той, хто навчається як активний суб'єкт діяльності породжує правильні чи хибні мовні дії. При цьому помилка трактується як сигнал «шва, що розійшовся» у мовленнєвому механізмі людини; робляться спроби встановити, з якими саме етапами мовленнєво-розумового процесу пов'язані ті, чи інші типи помилок. Проводиться ряд досліджень, у тому числі з ціллю підвищення ефективності оволодіння іноземною мовою на базі помилок тих, хто навчається англійській мові, для встановлення умов взаємодії трьох мов при навчанні німецькій мові як другій іноземній мої на базі рідної мови. Простежується принципова подібність між типами помилок у рідній мові та у мові, що навчаються — другої або іноземної мови.
Популярність аналізу помилок як дослідницького підходу багато у чому пояснюється його відмінністю від контрастивного аналізу як у причетності об'єкта аналізу, так і в теоретичному плані. Ключовим для аналізу помилок поняття стратегії стало активно розроблятись з позиції когнітивної психології, що призвело до розмежування стратегії оволодіння мовою та стратегії подолання комунікативних труднощів. Було переглянуто поняття переносу з акцентуванням уваги дослідників на тому, як і чому той, хто навчається спирається на знання рідної мови при користування іноземною. По мірі накопичення досвіду застосування аналізу помилок дослідницького підходу стали проявлятись його слабкості, які послугували основі для критики «ззовні» або імпульсами для удосконалення процедури аналізу помилок, введення ключових понять. Так, ряд авторів вказують на необхідність обережного поводження з помилками по ряду причин, пов'язаних з збором помилок та їх інтерпретацією.
Проміжна мова — слала широко досліджуватися як маніфестація психічних процесів, забезпечуючи оволодіння іноземною мовою. Існує думка, що проміжна мова — це окрема мовна система, котра є продуктом спроби тим, хто навчається цілісно представити мову, що вивчається; ця проміжна система, складена з правил, отриманих за допомогою різних стратегій (спрощення, надузагальнення, переносу). Проміжна мова виступає як набір правил різних типів. М. Лонг присвячує проміжній мові окремий розділ, в якому узагальнюються найбільш суттєві результати, отримані при цілеспрямованих дослідженнях у названій області. Одним з напрямків досліджень у області, що розглядається є пошук шляхів пояснення механізмів помилки. Т. Д. Кузнєцова звернула увагу на ролі механізму установки у формуванні правильної чи хибної мовної дії в другій чи третій мові. Г. В. Ейлер трактує помилку з позиції розробленої ним концепції мовного усвідомлення й особливостей функціонування механізму контролю мовної правильності висловлювання. А. А. Пойменова розглядає механізми лексичної помилки у світлі застосування стратегій подолання комунікативних труднощів на різних етапах мовленнєво-розумового процесу при користуванні другою та третьою мовами. В. А. Виноградов вважає, що «механізми помилок принципово тотожне для процесу набуття мови дитиною та для процесу оволодіння другої мови дорослим», хоча оволодіння рідною мовою відрізняється від вивчення іноземної мови тим, що у першому випадку є відсутніми готові схеми, співвідносні з системою, та готові еталони, співвідносні з нормою, а у другому — необхідним є не тільки формувати нові схеми та еталони, але й розвивати здатність «вимикати» систему і норму рідної мови при користуванні іноземною. Автор виділяє дві складових у механізмі помилок у іноземній мові: інтерференцію та аналогію. Інтерференція трактується ним як «підміна схем та моделей мови, що вивчається у відповідності елементам рідної мови, або змін одних по зразку інших». Важливим є зауваження В. А. Виноградова у зв'язку з категоризацією помилок: при відсутності поняття норми не може виникнути і поняття помилок, однак оцінка помилки з позиції системи та норми мови може відрізнятись від оцінки її з урахуванням того, чим і як володіє індивід. Отже, аналіз помилок розроблявся великою кількістю психологів та педагогів. Основною ідеєю цього підходу є класифікація помилок відповідно до тих причин, що їх зумовлюють. О. О. Залевська наводить таку класифікацію: міжмовні, які виникають внаслідок інтерференції мовних явищ; внутрішньомовні, що відображають специфіку процесу оволодіння мовою. Внутрішньомовні дослідниця розглядає як генетичні помилки, оскільки вони відображають генези становлення білінгвізму. Пояснення природи помилок має ґрунтуватися на психолінгвістичних основах мовленнєвої діяльності людини, специфіці мовленнєвої організації та особливостей різних етапів породження мовлення. О. О. Леонтьєв зазначає, що помилки і їх природу необхідно аналізувати згідно з тими етапами мовленнєвої діяльності, на яких вони породжуються. Цей підхід дасть змогу виявити спільні стратегії оволодіння мовою, що лежать в основі продуктивної двомовності. В. П. Бєлянін виділяє такі типові помилки у процесі оволодіння іноземною мовою: фонетичні (викривлення фонетичного рисунка, інтонаційної конструкції); графічні й орфографічні (виникають внаслідок слабкої сформованості графічних навичок, навичок перекодування звуків у відповідні букви, навичок використання письмових знаків); морфологічні (порушення відповідності різних граматичних форм мови); лексичні помилки (неправильне використання слів); синтаксичні (відхилення у використанні форми слова у словосполученнях та порушення конструкції речення); комунікативні (порушення розуміння смислу мовлення). Перевагою аналізу помилок, порівняно з контрактивним підходом, є те, що вони отримуються безпосередньо від активного суб'єкта діяльності. Таким чином, особливості підходу аналізу помилок виявляються в їхньому наближенні до психологічної моделі мовленнєвої діяльності. Це пов'язує проблему помилок із виявом механізмів мовленнєво-мисленнєвої діяльності людини і вивченням процесу оволодіння іноземною мовою крізь призму взаємодії мов при продуктивного білінгвізму.
Динаміка дослідницьких підходів до оволодіння іноземною мовою предстала перед нами як перехід від порівняльного аналізу мовних систем до аналізу отриманих від самих індивідів помилок і далі — до вивчення не тільки хибних, але і правильних мовної продукції тими, хто навчається у ширшому контексті дискурсу, що сформувався проміжною мовою. Деякі автори трактують аналіз мовлення як самостійного дослідницького підходу, який в англомовній літературі отримав назву Performance Analysis. Важливим є те, що об'єднує аналіз помилок, дослідження проміжної мови і аналіз мови: у всіх названих випадках на противагу використаним при контрастивному аналізі зовнішнім по відношенню до тих, хто навчаються джерелами інформації аналізуються факти, отримані від суб'єктів навчання. Однак при цьому вивчаються продукти мовлення, а результати останніх досліджень постають перед нами в тому світлі, в якому їй бачать спостерігачі «зі сторони», «з зовні». Тому як третій дослідницький підхід раціонально розглянути можливості застосування деяких різновидів інтроспективних методів, які здобувають популярність останнім часом, оскільки вони звертаються безпосередньо до того, хто навчається, його інтуїції та судженням про мову, яка вивчається, про створені ситуації, заснованих для прийняття тих чи інших рішень. Мова іде про не про інтроспективну психологію з її теоретичною специфікою, а про інтроспекцію як самоспостереженні людини за внутрішнім планом власної психічного життя, дозволяючим фіксувати її появу. Реконструкція прямо не феноменів, що спостерігаються із даних продукції мовлення завжди буде включати ситуації, при яких неоднозначність співвідношення між процесом та продуктом залишиться невирішеним. У пошуках методів, які б забезпечили прямий доступ до процесів та навичок того, що навчається, дослідники особливостей оволодіння іноземної мови звернулись до суджень тих, хто навчається про використання інформації або про шляхи її переробки та організації з тим, щоб застосовувати отримані таким чином дані замість або як додаток до того, що можна вивести з аналізу продуктів мовлення. При цьому з лінгвістики були запозичені метамовні судження, з соціології взяті шкалування, використання питальників, інтерв'ювання, групові дискусії. У наш час вже є набутим деякий досвід у використанні інтроспективних методів про дослідженні особливостей оволодіння іноземною мовою, виявлено, що саме можна вивчати з застосуванням інтроспективних методів, які процедури є най ефективними при постановці різноманітних цілей.
Існує три види умов, при яких інтроспекція є можливою з ціллю дослідження стратегій використання знань процедурного типу. По-перше, при оволодінні іноземною мовою ті, хто навчається, зіштовхуються з завданням різної степені труднощів, коли щось розуміється легко та переробляється автоматично, в той час як тяжкі фрагменти потребують усвідомленого застосування певних стратегій навчання і допускають інтроспекцію. По-друге, деякі види роботи (диктанти, твори) потребують концентрації уваги на тому, переробляється, і ті, хто навчається, є здатними дати звіт про дії, при інших умовах минаючи автоматично. По-третє, того, хто навчається можна призупинити у ході виконання деякого завдання так, щоб зробити доступним для інтроспекції те, що зазвичай автоматизовано. Деякі автори зіставляють ефективність різних видів роботи у рамках інтроспективного методу. Так розглядаються судження вголос і ретроспекція. Розгляд вголос трактується як ідеальний засіб того, як ті, хто навчається, отримують вивідні завдання. Одна оскільки при цьому можуть спостерігатись такі недоліки, як неповнота протоколів та труднощі інтерпретації, роздуми вголос корисно доповнювати ретроспективними інтерв'ю для глибшого розгляду положень, висловлених у ході роздуму вголос, що підвищує надійність результатів аналізу протоколів. Найуспішнішим є визнання роздумів вголос в парах, так як учасниками цієї роботи доводиться пояснювати та обґрунтовувати свої гіпотези. Виражаються також сумніви в тому, що роздуми вголос того, хто навчається перед магнітофоном можуть виявитися такими ж інформативними, як протоколи роздумів в парах. Деякі науковці прийшли до використання комбінації процедур, у яку входять:
- магнітофонні записи протоколів роздумів вголос по ходу перекладу зв'язного тексту окремими індивідами з подальшим ретроспективним коментарем проблем лексичного вибору; інтерв'ювання відсутнє;
- магнітофонні записи діалогів при перекладі зв'язних текстів з подальшим інтерв'ю;
- магнітофонні записи протоколів роздумів вголос при перекладі окремими індивідами уривків з лексичними проблемами; негайне інтерв'ю;
- діалог при перекладі лексичних труднощів в уривках; негайне інтерв'ювання.

До висновків, які роблять велика кількість авторів у зв'язку з використанням інтроспективних методів, відноситься вказівка на те, що відповідними процедурами слід попередньо навчати, а результати таких досліджень повинні поєднуватись з застосуванням інших методів, тобто комплексний підхід до дослідження особливостей оволодіння іноземною мовою. Отже, інтроспективний підхід з'явився як результат необхідності переходу від аналізу продуктів діяльності суб'єкта, що широко аналізуються в помилках, до процесуальних особливостей оволодіння мовою. Провідною ідеєю інтроспективного підходу є самоспостереження суб'єкта за внутрішнім планом власного психічного життя, яке дає змогу фіксувати його прояви у вигляді переживань, думок, почуттів тощо. Представники цього підходу визначають основні умови, за яких можна вивчити особливості оволодіння іноземною мовою шляхом інтроспекції. До них належать випадки, коли суб'єкт стикається зі складними, специфічними завданнями, що унеможливлюють виконання автоматизованої дії, вимагають усвідомленого використання мовленнєвих стратегій і припускають можливість інтроспекції. Основним недоліком інтроспективного підходу вважається висока ймовірність суб'єктивності відповідей, що гальмує встановлення об'єктивного бачення реального процесу оволодіння іноземною мовою. Тому одним із найоптимальніших підходів дослідження особливостей оволодіння іноземною мовою вважається комплексний підхід до вивчення продуктивного білінгвізму, що враховує позитивні досягнення всіх проаналізованих вище підходів і зіставляється з усіма мовленнєво-мисленнєвими механізмами й етапами породження мовленнєвої діяльності людини.